# Algemene verkiezingen in Liberia (1985)

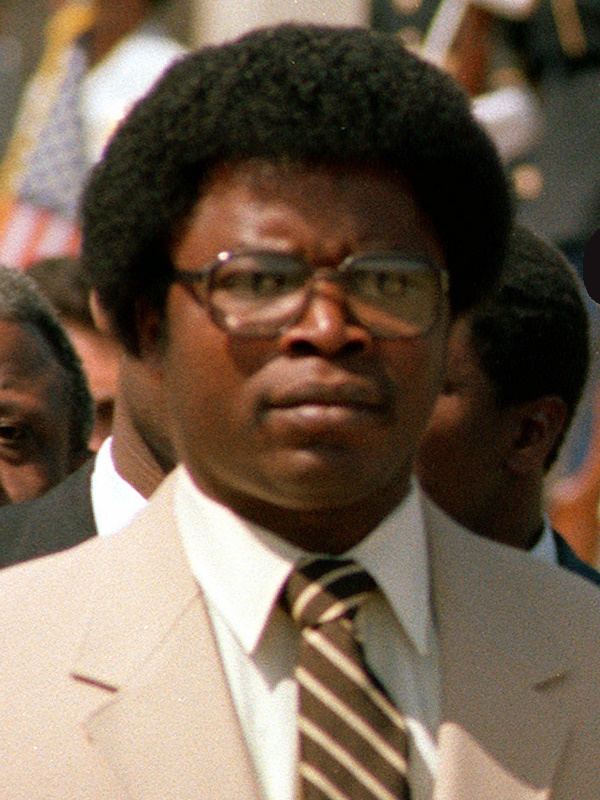
President Samuel K. Doe

De algemene verkiezingen in Liberia van 1985 vonden op 15 oktober plaats. Het waren de eerste verkiezingen na de militaire staatsgreep van 1980 onder leiding van sergeant-majoor Samuel Doe. Doe bekleedde sinds de staatsgreep het voorzitterschap van een gemengd militaire en burgerlijke regeringsraad (People's Redemption Council). Een jaar eerder sprak een meerderheid van de kiezers zich uit voor een ingrijpende herziening van de grondwet: Het Huis van Afgevaardigden zal om de zes jaar worden gekozen (voorheen om de vier jaar) en de Senaat om de negen jaar (voorheen om de zes jaar). De grootste partijen of partijencombinatie in het parlement levert de president van de republiek. Volgens de officiële cijfers kreeg de National Democratic Party of Liberia (NDPL) van Samuel Doe 50,95% van de stemmen terwijl de Liberian Action Party (LAP) van Jackson Doe bleef steken op 26,45%. Volgens de oppositie was er op grote schaal gefraudeerd. Op grond van de uitslag werd Samuel Doe president van Liberia en op 6 januari 1986 ingezworen. Op 15 januari presenteerde hij een burgerregering.

## Uitslag
| Partij                          | Partij                               | Presidentskandidaat             | Stemmen | %      | Zetels HvA | Zetels Senaat |
| ------------------------------- | ------------------------------------ | ------------------------------- | ------- | ------ | ---------- | ------------- |
|                                 | National Democratic Party of Liberia | Samuel K. Doe                   | 264.364 | 50,95  | 51         | 22            |
|                                 | Liberian Action Party                | Jackson Doe                     | 137.270 | 26,46  | 8          | 2             |
|                                 | Liberian Unification Party           | Gabriel Kpolleh                 | 59.965  | 11,56  | 3          | 1             |
|                                 | Unity Party                          | Edward Kesselly                 | 57.273  | 11,04  | 2          | 1             |
| Totaal                          | Totaal                               | Totaal                          | 518.872 | 100,00 | 64         | 26            |
|                                 |                                      |                                 |         |        |            |               |
| Geregistreerde kiezers/ Opkomst | Geregistreerde kiezers/ Opkomst      | Geregistreerde kiezers/ Opkomst | 977.862 | -      |            |               |